# Adamów (Krzymów)
Adamów [pronunciación en polaco: /aˈdamuf/] es un pueblo en el distrito administrativo de Gmina Krzymów, dentro del Distrito de Konin, Voivodato de Gran Polonia, en el centro-oeste de Polonia. Se encuentra aproximadamente 9 kilómetros al sudoeste de Krzymów (la sede de la gmina), 9 kilómetros al sudeste de Konin, y 101km al este de la capital regional, Poznań.